# Al-Mazra’a (As-Suwajda)
Al-Mazra’a (arab. المزرعة) – miasto w Syrii, w muhafazie As-Suwajda. W 2004 roku liczyło 2596 mieszkańców.